# Clorur d'hidrogen
El clorur d'hidrogen és un compost covalent format per molècules diatòmiques amb un àtom d'hidrogen i un de clor, de fórmula {\displaystyle {\ce {HCl}}}, que a temperatura ambient es troba en estat gasós. La seva dissolució aquosa, anomenada àcid clorhídric, és molt emprada en els laboratoris i en la indústria.

## Història
La dissolució aquosa de clorur d'hidrogen en aigua, l'àcid clorhídric, es coneixia des de temps antics. L'alquimista àrab Jàbir ibn Hayyan (721?-815), conegut per Geber a Europa, n'obtingué mesclant sal marina (clorur de sodi) amb oli de vidriol (àcid sulfúric). Els alquimistes europeus l'empraven i el coneixien per esperit de sal.
Però l'aïllament del clorur d'hidrogen pur en forma de gas no es produí fins al 1774 per part del científic anglès Joseph Priestley per escalfament d'àcid clorhídric, anomenat àcid muriàtic o àcid marí. Posteriorment el mateix Priestley descobrí que també es podia sintetitzar per reacció del clorur de sodi amb àcid sulfúric. El 1809 l'anglès John Dalton descobrí que una mescla de clor i hidrogen reaccionaven explosivament en exposar-se a la llum solar. La seva composició fou estudiada el 1809 pels francesos Joseph-Louis Gay-Lussac i Louis Jacques Thénard i varen concloure que estava combinat amb aigua. El químic anglès Humphry Davy demostrà el 1810 que en la seva composició no hi havia oxigen, malgrat ser un àcid, la qual cosa acabà amb la teoria dels àcids de Antoine Lavoisier.

## Estructura

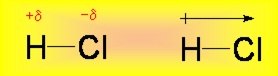
Moment dipolar a la molècula d'HCl

La longitud de l'enllaç covalent σ {\displaystyle {\ce {H-Cl}}} és d'1,274 Å, major que la de l'enllaç {\displaystyle {\ce {H-F}}} (0,92 Å) i menor que la de l'enllaç {\displaystyle {\ce {H-Br}}} (1,41 Å). Té una entalpia de dissociació de 428,13 kJ/mol, inferior a la de l'enllaç {\displaystyle {\ce {H-F}}} (567 kJ/mol) i superior a la de l'enllaç {\displaystyle {\ce {H-Br}}} (366 kJ/mol). La diferència d'electronegativitats és prou significativa, el clor és més electronegatiu que l'hidrogen (3,2 en front a 2,2) i atreu cap a ell la parella d'electrons que formen l'enllaç σ, de manera que la molècula té naturalesa polar, amb una major densitat de càrrega elèctrica negativa en el {\displaystyle {\ce {Cl}}}. El moment dipolar té un valor d'1,08 D, inferior al de l'enllaç {\displaystyle {\ce {H-F}}} (1,82 D) i superior al de l'enllaç {\displaystyle {\ce {H-Br}}} (0,82 D).

## Propietats

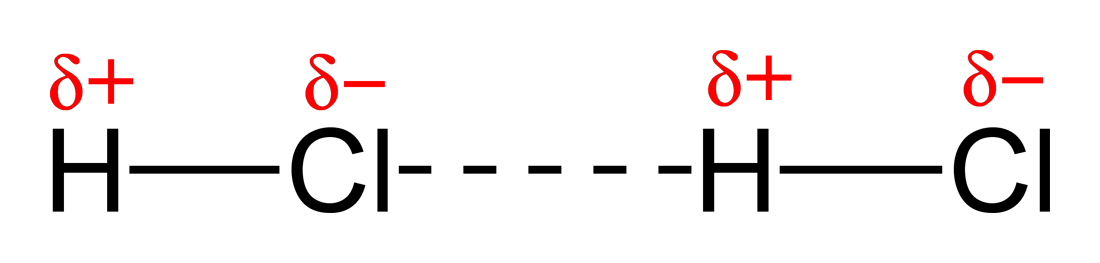
Interacció dipol-dipol entre dues molècules d'HCl

A temperatura ambient el clorur d'hidrogen és un gas incolor, amb una olor picant detectable a partir d'unes 0,8 ppm (mg/l), que pot ser fàcilment condensat mitjançant un augment de pressió. En estat líquid també és incolor. A pressió atmosfèrica el gas condensa a –85,05 °C i el líquid congela a –114,22 °C. En estat sòlid s'estableixen interaccions elèctriques entre els àtoms de {\displaystyle {\ce {H}}} i de {\displaystyle {\ce {Cl}}} de molècules veïnes degut a la diferent densitat de càrrega elèctrica que presenten (interacció dipol-dipol), donant lloc a una disposició en ziga-zaga de les molècules.

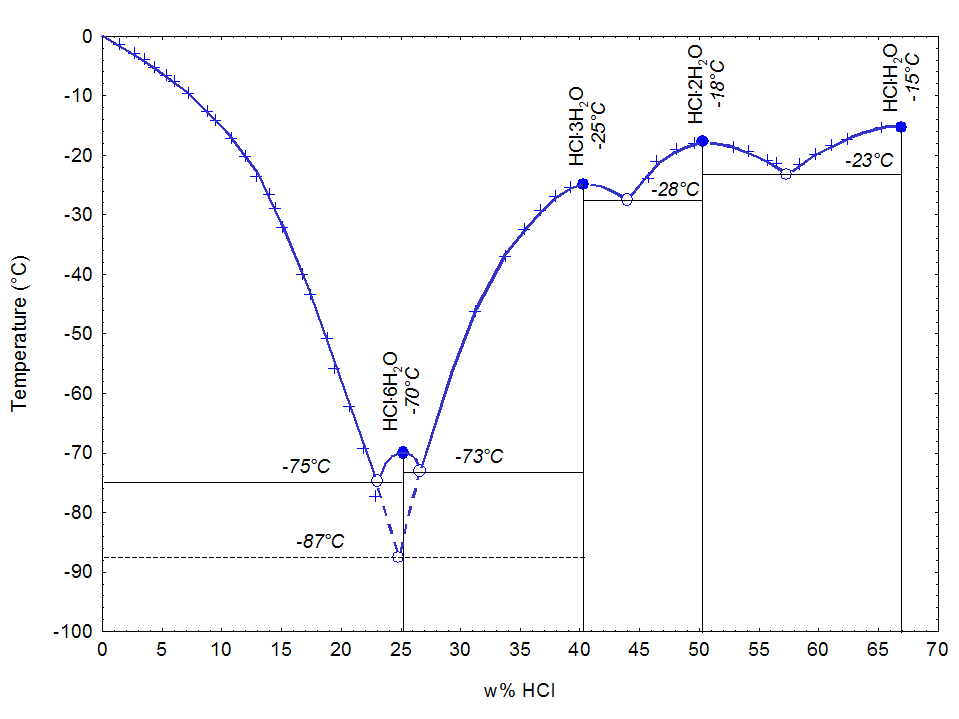
Diagrama de fases de la dissolució d'HCl en aigua

A la naturalesa es troba lliure en alguns gasos volcànics, com ara els dels volcans Kilauea (Hawaii), Popocatépetl (Mèxic), Villarrica (Xile) o Masaya, (Nicaragua). També se'l troba dissolt en l'aigua dels rius propers a aquests volcans. Les concentracions típiques dels fums volcànics oscil·len entre 0,1 i 3 ppm. Ràpidament el clorur d'hidrogen gas es dilueix en el vapor d'aigua i la seva vida no supera els 4 dies. També dissolt es troba en el suc gàstric en una concentració del 0,2 al 0,4 % en els humans, i del 3 % en els cans. És un gas estable però es troba lleugerament dissociat en hidrogen i clor a altes temperatures (a 1537 °C només el 0,274 %, i a 1727 °C el 0,41 %). La descomposició es veu activada per efecte de guspires elèctriques, llum ultraviolada i radioactivitat.
És soluble en etanol, metanol i èter, i té una elevada solubilitat en aigua, a 0 °C un litre d'aigua dissol 507 l de clorur d'hidrogen mesurat a la pressió atmosfèrica, que equival a uns 20 mols o a una proporció molar {\displaystyle {\ce {HCl:H2O}}} d'1:3. La concentració d'aquesta dissolució és del 45,4 % en massa. En refredar-se aquesta dissolució a –70 °C cristal·litza l'hexahidrat, {\displaystyle {\ce {HCl . 6 H2O}}}. A d'altres concentracions cristal·litzen altres hidrats: el trihidrat {\displaystyle {\ce {HCl . 3 H2O}}} a –24,9 °C; el dihidrat {\displaystyle {\ce {HCl . 2 H2O}}} a –17,6 °C i el monohidrat {\displaystyle {\ce {HCl . H2O}}} a –15,3 °C. A la concentració del 20,2 % forma una mescla azeotròpica o de punt d'ebullició constant, que bull a 108,6 °C a la pressió atmosfèrica normal.
En dissolució aquosa es dissocia en el catió oxoni, {\displaystyle {\ce {H3O^+}}}, i l'anió clorur, {\displaystyle {\ce {Cl^-}}}, essent completa en dissolucions diluïdes:
{\displaystyle {\ce {HCl + H2O -> H3O^+ + Cl^-}}}

Per aquesta raó les seves dissolucions, anomenades àcid clorhídric, tenen característiques d'àcid molt fort. Les dissolucions concentrades desprenen {\displaystyle {\ce {HCl}}} gas, produint una característica boira deguda a la condensació del vapor d'aigua present a l'aire sobre les molècules d'{\displaystyle {\ce {HCl}}}.

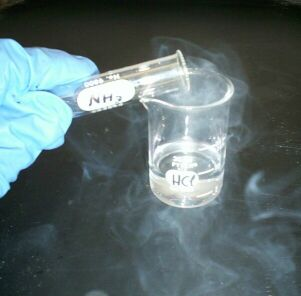
Reacció en estat gasós del clorur d'hidrogen i l'amoníac

Amb l'amoníac, {\displaystyle {\ce {NH3}}}, també gas, reacciona directament en estat gasós donant lloc a un nigul blanc de clorur d'amoni, {\displaystyle {\ce {NH4Cl}}}, que és sòlid:{\displaystyle {\ce {HCl + NH3 -> NH4Cl}}}
No reacciona amb el zinc, però és suficient que hi hagi una petita quantitat d'aigua perquè s'inicia la reacció amb formació d'hidrogen, {\displaystyle {\ce {H2}}}, i clorur de zinc, {\displaystyle {\ce {ZnCl2}}}. Amb els metalls més actius pot reaccionar en calent, és el mètode que s'empra quan se'ls vol obtenir anhidres. Per exemple amb el ferro i l'alumini s'obté clorur de ferro(II) i clorur d'alumini anhidres, juntament amb hidrogen gas:{\displaystyle {\ce {2 HCl + Fe -> FeCl2 + H2}}}{\displaystyle {\ce {6 HCl + 2Al -> 2 AlCl3 + 3 H2}}}Es forma clorur d'hidrogen per l'acció d'aigua sobre clorurs de bor, alumini anhidre, silici, estany(IV), titani, fòsfor, arsènic, antimoni(V), sobre oxiclorur de fòsfor, clorur de tionil, i clorur de sulfuril.

## Preparació
El clorur d'hidrogen es pot obtindre molt pur fent reaccionar els elements hidrogen {\displaystyle {\ce {H2}}} i clor, {\displaystyle {\ce {Cl2}}}. Ambdós gasos s'obtenen com a subproductes en la producció d'hidròxid de sodi per electròlisi d'una dissolució de clorur de sodi. La síntesi d'{\displaystyle {\ce {HCl}}} es duu a terme cremant clor en excés d'hidrogen o de gas natural en cremadors especials. És una reacció exotèrmica amb una entalpia {\displaystyle \Delta H_{r}=-184{,}74\;\mathrm {kJ/mol} }, que es produeix espontàniament de forma explosiva en presència de llum:
{\displaystyle {\ce {H2 + Cl2 -> 2 HCl}}}
Un altre mètode d'obtenció és per reacció de clorur de sodi, {\displaystyle {\ce {NaCl}}}, o clorur d'amoni, {\displaystyle {\ce {NH4Cl}}}, amb àcid sulfúric concentrat, {\displaystyle {\ce {H2SO4}}}, a altes temperatures. És el procés més habitual als laboratoris, malgrat també s'empra de forma industrial. Té lloc en dues etapes:
{\displaystyle {\ce {NaCl\;+\;H2SO4\;->[200\;{}^{\circ }C]\;HCl\;+\;NaHSO4}}}{\displaystyle {\ce {NaCl\;+\;NaHSO4\;->[800\;{}^{\circ }C]\;HCl\;+\;Na2SO4}}}
També el clorur d'hidrogen s'obté com a subproducte en les reaccions de cloració de composts orgànics, {\displaystyle {\ce {RH}}} mitjançant clor:
{\displaystyle {\ce {RH + Cl2 -> RCl + HCl}}}

## Aplicacions
En la indústria química s'empra en processos d'hidrocloració i oxihidrocloració, que condueixen a la síntesi de polímeres sintètics com ara el PVC i els elastòmers clorats com el neoprè. També s'empra en la preparació de dissolvents clorats i altres productes d'interès industrial. En electrònica també s'empra clorur d'hidrogen d'alta puresa (99,9944 %) s'empra en la producció de semiconductors. En la indústria tèxtil s'empra per descompondre les fibres vegetals en la recuperació de la llana després de teixir-la i per desinfectar i netejar les llavors de cotó. En la indústria dels metalls l'atmosfera de clorur d'hidrogen s'empra en la fabricació d'acer. En la indústria petroliera s'empra en la producció de triclorur d'alumini, un catalitzador que s'utilitza per transformar el butà en isobutà.